# Borovac (Zaječar)
Pour les articles homonymes, voir Borovac.
Borovac (en serbe cyrillique : Боровац) est un village de Serbie situé sur le territoire de la ville de Zaječar, district de Zaječar. Au recensement de 2011, il comptait 113 habitants.

## Démographie
| 1948 | 1953 | 1961 | 1971 | 1981 | 1991 | 2002 | 2011 |
| ---- | ---- | ---- | ---- | ---- | ---- | ---- | ---- |
| 678  | 635  | 559  | 465  | 395  | 282  | 167  | 113  |

|  |